# Deus (2022)
Deus ist ein Science-Fiction-Film von Steve Stone, der im Mai 2022 beim Sci-Fi-London-Festival seine Premiere feierte.

## Handlung
Die Erde steht am Rande einer Umweltkatastrophe. Die Bevölkerung ist auf über 20 Milliarden Menschen angewachsen, und große Teile der Erde sind unbewohnbar geworden. Eines Tages entdeckt man im Orbit des Mars eine riesige, mysteriöse und schwarze Kugel. Das Raumschiff Achilles wird losgeschickt, um diese zu untersuchen. Als die sechsköpfige Besatzung aus einem achtmonatigen Kälteschlaf erwacht und sich dem roten Planeten nähert, wird ihr Raumschiff von einem seltsamen Lichtstrahl beschädigt, der von der Kugel ausgeht.
Die Sphäre beginnt, das Wort „Deus“ in jeder Sprache der Erde zu übertragen. Das psychisch labile Besatzungsmitglied Si Rubin erleidet daraufhin einen Nervenzusammenbruch. In dessen Folge tötet Si Rubin ein anderes Besatzungsmitglied und wird schließlich selbst vom Commander Sen Paul getötet. Die Crew landet auf der Sphäre und Astrophysikerin Karla Grey hat eine Vision von ihrer vor dem Abflug tödlich verunglückten Tochter. Eine Stimme fordert die Besatzungsmitglieder auf, ein Tor voll Licht zu durchschreiten; dabei stirbt ein weiteres Mitglied der Crew.
Der Commander beschließt daraufhin, die Sphäre zu verlassen und auf die Erde zurückzukehren. Grey ist damit nicht einverstanden, da sie weiter die Sphäre erforschen will, und erschießt in einer Auseinandersetzung den Commander. Daraufhin schaltet sich Vance, der Leiter der Mission, von der Erde als Hologramm hinzu und erläutert Grey, dass alles nur inszeniert ist. Die Sphäre wurde von Wissenschaftlern auf der Erde entworfen und soll durch den Gottesbezug die Menschen dazu animieren, auch auf der Erde durch ähnliche Lichttore zu schreiten, um so quasi „in den Himmel“ zu kommen, allerdings würden sie dadurch getötet werden. Es handelt sich um einen Versuch, die Bevölkerung der Erde zu reduzieren. Die beiden noch verbliebenen Besatzungsmitglieder Grey und Ulph wollen dies nun verhindern, indem sie die Sphäre sprengen. Daraufhin leitet Vance von der Erde aus die Selbstzerstörung des Raumschiffes ein. Grey und Ulph können sich gerade noch ins Kommandomodul retten und es vom Raumschiff trennen. Ulph bleibt, da der Sprengsatz nicht ferngezündet werden kann, auf der Sphäre zurück und sprengt sie. Grey macht sich mit dem Kommandomodul auf den Rückweg zur Erde, der allerdings mehr als sieben Jahre dauert, um die Menschen über den Betrug aufzuklären.

## Produktion
Regie führte Steve Stone, der auch das Drehbuch schrieb. Es handelt sich nach den Thrillern Entity, Schism und In Extremis um seinen vierten Spielfilm als Regisseur. Letzterer war ebenfalls ein Endzeitfilm. Stone selbst beschreibt seinen Film Deus als einen psychologischen Sci-Fi-Noir-Thriller, der an die düstere Klaustrophobie und Spannung von Filmen wie Blade Runner oder The Matrix erinnern soll.
Die Australierin Claudia Black und der Schotte David O’Hara spielen in den Hauptrollen die Astrophysikerin Karla Grey und Ulph. In weiteren Rollen sind Phil Davis als Vance, Crystal Yu als Tez Turreau, Charlie MacGechan als Sean Walsh und der deutsche Schauspieler Branko Tomović als Si Rubin zu sehen.
Für das Szenenbild zeichnete Celina Norris verantwortlich, für die Kostüme John Lindlar.
Die Filmmusik komponierte John Koutselinis. Das Soundtrack-Album mit insgesamt 15 Musikstücke wurde von MovieScore Media Mitte September 2022 als Download veröffentlicht.
Die Premiere von Deus erfolgte am 22. Mai 2022 beim Sci-Fi-London. Im Juni 2022 wurde er beim Filmfest Emden-Norderney gezeigt. Am 14. Oktober 2022 wurde der Film in Deutschland auf DVD veröffentlicht.

## Auszeichnungen
Im Rahmen des Filmfestes Emden-Norderney 2022 wurde Deus für den Bernhard-Wicki-Filmpreis und den Focus Future Award nominiert.

## Synchronisation
Die deutsche Synchronisation entstand nach einem Dialogbuch von Brigitte Tjimbawe und der Dialogregie von Enrico Reuter im Auftrag der Soundwood Media UG, Königs Wusterhausen.
| Darsteller / Originalsprecher | Synchronsprecher     | Rolle       |
| ----------------------------- | -------------------- | ----------- |
| Claudia Black                 | Isabelle Höpfner     | Karla Grey  |
| Charlie MacGechan             | Benjamin Kiesewetter | Sean Walsh  |
| Richard Blackwood             | Patrick Giese        | Sen Paul    |
| Branko Tomović                | Timo Weisschnur      | Si Rubin    |
| Crystal Yu                    | Julie Bonas          | Tez Turreau |
| David O’Hara                  | Axel Strothmann      | Ulph        |
| Phil Davis                    | Christian Intorp     | Vance       |
| Monika Kasprzak               | Kathleen Bauer       | Miz         |